# ISO 3166-2:NL
ISO 3166-2:AW – kody ISO 3166-2 dla prowincji, gmin zamorskich i terytoriów Holandii.
Kody ISO 3166-2 to część standardu ISO 3166 publikowanego przez Międzynarodowa Organizację Normalizacyjną. Kody te są przypisywane głównym jednostkom podziału administracyjnego, takim jak np. województwa czy stany, każdego kraju posiadające kod w standardzie ISO 3166-1. 
Aktualnie (2017) dla Holandii zdefiniowano kody dla 11 prowincji, 3 krajów (terytoriów zależnych) i 3 gmin zamorskich. 
Pierwsza część oznaczenia to kod Holandii zgodnie z ISO 3166-1, natomiast druga część oznaczenia znajdująca się po myślniku to kod jednostki administracyjnej.

## Kody ISO
| Kod ISO | Nazwa jednostki administracyjnej | Nazwa jednostki administracyjnej w języku niderlandzkim | Rodzaj jednostki administracyjnej |
| ------- | -------------------------------- | ------------------------------------------------------- | --------------------------------- |
| NL-DR   | Drenthe                          | Drenthe                                                 | prowincja                         |
| NL-FL   | Flevoland                        | Flevoland                                               | prowincja                         |
| NL-FR   | Fryzja                           | Friesland                                               | prowincja                         |
| NL-GE   | Geldria                          | Gelderland                                              | prowincja                         |
| NL-GR   | Groningen                        | Groningen                                               | prowincja                         |
| NL-LI   | Limburgia                        | Limburg                                                 | prowincja                         |
| NL-NB   | Brabancja Północna               | Noord-Brabant                                           | prowincja                         |
| NL-NH   | Holandia Północna                | Noord-Holland                                           | prowincja                         |
| NL-OV   | Overijssel                       | Overĳssel                                               | prowincja                         |
| NL-UT   | Utrecht                          | Utrecht                                                 | prowincja                         |
| NL-ZE   | Zelandia                         | Zeeland                                                 | prowincja                         |
| NL-ZH   | Holandia Południowa              | Zuid-Holland                                            | prowincja                         |
| NL-AW   | Aruba                            | Aruba                                                   | kraj                              |
| NL-CW   | Curaçao                          | Curaçao                                                 | kraj                              |
| NL-SX   | Sint Maarten                     | Sint Maarten                                            | kraj                              |
| NL-BQ1  | Bonaire                          | Bonaire                                                 | gmina zamorska                    |
| NL-BQ2  | Saba                             | Saba                                                    | gmina zamorska                    |
| NL-BQ3  | Sint Eustatius                   | Sint Eustatius                                          | gmina zamorska                    |